# Munroa andina
Munroa andina är en gräsart som beskrevs av Rodolfo Amando Philippi. Munroa andina ingår i släktet Munroa och familjen gräs. Utöver nominatformen finns också underarten M. a. breviseta.